# Río Tres Amigos
El río Tres Amigos es un río de Costa Rica, perteneciente a la subvertiente norte de la vertiente del mar Caribe. Nace en la cordillera Volcánica Central, dentro del parque nacional Juan Castro Blanco, y vierte sus aguas en el río San Carlos, siendo uno de los principales afluentes junto con el río Arenal.

## Curso
Su cauce discurre de norte a sur, recorriendo en su mayoría el cantón de San Carlos de la provincia de Alajuela, abarcando los distritos de Pital, Aguas Zarcas, Venecia y La Palmera de San Carlos, y una pequeña parte del distrito de Toro Amarillo de Sarchí. Entre sus afluentes se encuentran los ríos Guayabo, Caño Hidalgo, Negritos, Caño Grande, Aguas Zarcas, Aguas Zarquitas, Caño Sucio, Sahíno y Pital, así como varias quebradas: Ojoche, Campamento, Los Pericos, Gavilán y El Huevo.

## Cuenca
La cuenca nutre una región donde se desarrollan la ganadería de engorde y de leche, y la agricultura como principales actividades económicas. Se cultiva piña, naranja, yuca y otros tubérculos. También se da la presencia de algunas agroindustrias.
En alguna secciones se encuentra rodeado por un exuberante bosque tropical húmedo primario y secundario, lo que sumado a que durante una parte de su trayecto, sus aguas son navegables, ha estimulado el ecoturismo para la observación de la flora, la fauna y el paisaje, y actividades de recreación en sus pozas y cascadas en la parte alta de la cuenca, además de la pesca de guapotes. Entre las especies que habitan la ribera del río figuran lapa verde, lapa roja, tucanes, aves acuáticas, diferentes especies de monos y cocodrilos.
El río ofrece algunos rápidos donde se puede practicar el balsismo.